# Espiral logarítmica

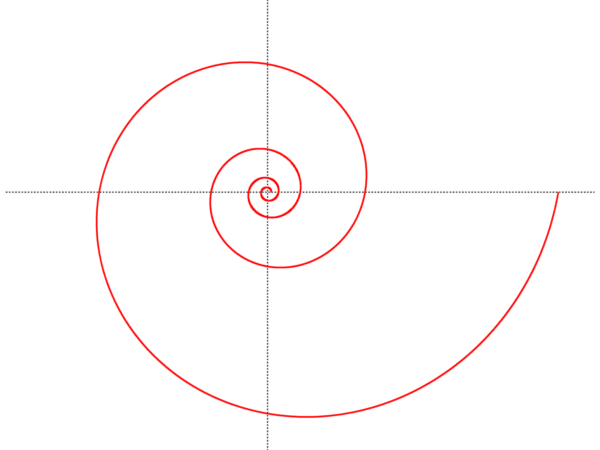
Espiral logarítmica (grau 10°).

A espiral logarítmica, também conhecida como espiral de crescimento e espiral equiangular, foi estudada por Jacob Bernoulli (1654-1705), que chamou a esta curva de spira mirabilis (em latim, espiral maravilhosa). Seu nome advém de sua expressão analítica, que pode ser escrita na forma de:
{\displaystyle \,\log(r/R)=\theta \cot \alpha }
Que resulta de sua expressão analítica nas coordenadas polares r e θ:
{\displaystyle \,r(\theta )=Re^{\theta cot\alpha }}
onde R é o raio associado a θ=0. Esta expressão apresenta a distância à origem, O, de um ponto da curva em função de θ.
A espiral logarítmica também pode ser expressa nas coordenas cartesianas, para uma variável arbitrária constante {\displaystyle b}.
{\displaystyle x=Re^{\theta b}\cos(\theta )}
{\displaystyle y=Re^{\theta b}\sin(\theta )}

## Propriedades
É a curva que forma com todas as retas, situadas no seu plano e passando por um ponto fixo desse plano, um ângulo constante.

## Ocorrência na natureza

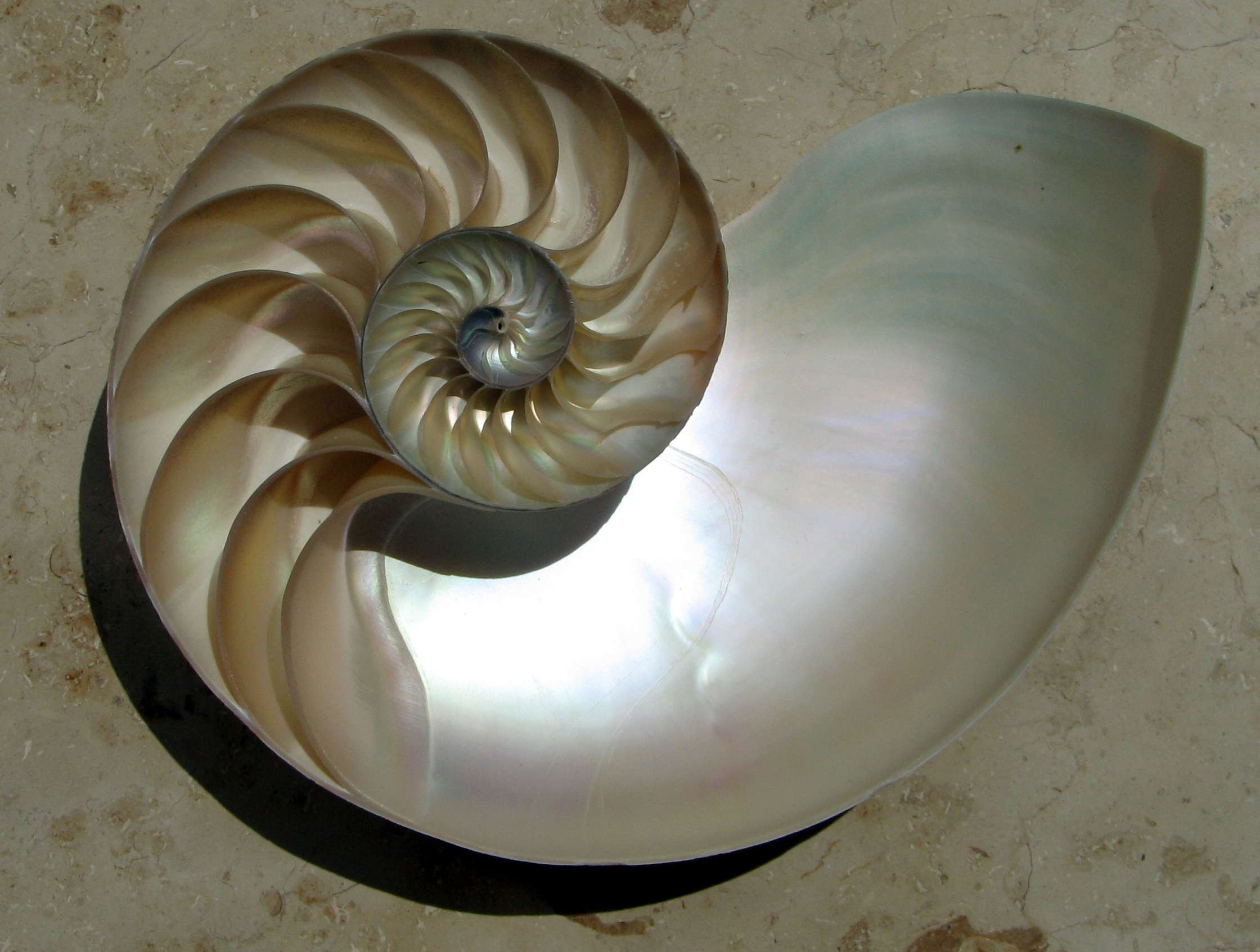
Corte da concha de um Nautilus onde se vêem as câmaras formando aproximadamente uma espiral logarítmica.

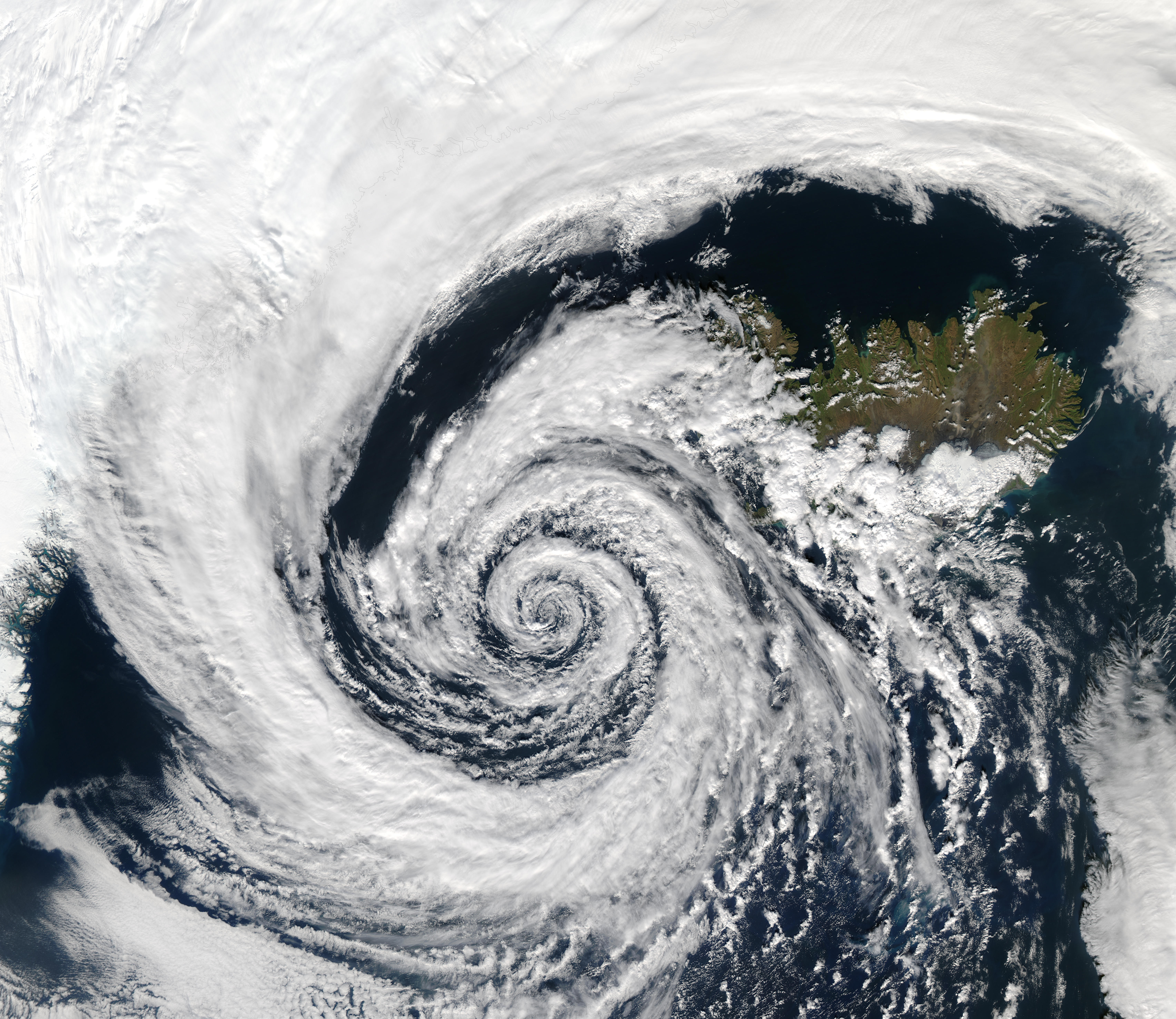
Uma tempestade sobre a Islândia. O padrão que segue é aproximadamente o de uma espiral logarítmica.

O braços das galáxias espirais são aproximadamente espirais logarítmicas. Nossa própria galáxia, a Via Láctea, é considerada predominantemente pelos astrônomos como tendo quatro braços espirais maiores, cada um deles sendo uma espiral logarítmica de uns 12 graus.
Os braços dos ciclones tropicais, como os furacões, também formam espirais logarítmicas.
Em biologia são frequentes as estruturas aproximadamente iguais à espiral logarítmica. Por exemplo, as teias de aranhas e as conchas de moluscos. A razão é a seguinte: começa com una figura irregular F0. Se aumenta F0 em um certo fator para obter F1, e se põe F1 junto a F0, de forma que se toquem dois lados. Se aumenta F1 no mesmo fator para obter F2, e se põe junto a F1, como antes. Repetindo este processo se gera aproximadamente uma espiral logarítmica cujo grau está determinado pelo fator de expansão e o ângulo com que as figuras são postas uma ao lado de outra.
Os falcões se aproximam de sua presa segundo uma espiral logarítmica: sua melhor visão está em ângulo com sua direção de vôo; este ângulo é o mesmo que o grau da espiral.
Os insetos se aproximam da luz segundo uma espiral logarítmica porque acostumam-se a voar com um ângulo constante em relação à fonte luminosa. Normalmente o Sol é a única fonte de luz e voar desta forma consiste praticamente em seguir uma linha reta.
Em geotecnia, a superfície de falha é o lugar geométrico dos pontos onde o solo "se rompe" e permite um deslizamento, ao estar submetido a cargas maiores a que pode suportar. Estas superfícies de falha em muitos casos são iguais ou aproximáveis a uma espiral logarítmica.